# Fritz Schär
Fritz Schär (ur. 13 marca 1926 w Kaltenbach – zm. 29 września 1997 we Frauenfeld) – szwajcarski kolarz szosowy, torowy i przełajowy, srebrny medalista szosowych mistrzostw świata.

## Kariera
Największy sukces w karierze Fritz Schär osiągnął w 1954 roku, kiedy zdobył srebrny medal w wyścigu ze startu wspólnego podczas szosowych mistrzostw świata w Solingen. W zawodach tych wyprzedził go jedynie Francuz Louison Bobet, a trzecie miejsce zajął Charly Gaul z Luksemburga. Był to jednak jedyny medal wywalczony przez niego na międzynarodowej imprezie tej rangi. W tej samej konkurencji był też czwarty wśród amatorów na mistrzostwach świata w Reims w 1947 roku. Ponadto był między innymi trzeci w À travers Lausanne w 1947 roku i Giro di Lombardia rok później, pierwszy w Mistrzostwach Zurychu w latach 1949-1950, wygrał Tour du lac Léman i À travers Lausanne w 1949 roku, był drugi w Deutschland Tour i trzeci w Tour de Romandie w 1951 roku, drugi w Tour de Suisse w latach 1953 i 1956, a w 1954 roku zwyciężył w Berner Rundfahrt. Trzykrotnie startował w Tour de France, wygrywając łącznie trzy etapy oraz klasyfikację punktową w 1953 roku. W klasyfikacji generalnej najlepszy wynik osiągnął rok później, kiedy zajął trzecie miejsce. Kilkakrotnie startował też w Giro d'Italia, wygrywając w sumie dwa etapy. W klasyfikacji generalnej był między innymi jedenasty w 1950 roku. Został też mistrzem Szwajcarii zarówno w kolarstwie torowym, jak i przełajowym w 1947 roku. Nigdy nie wystąpił na igrzyskach olimpijskich. W 1958 roku zakończył karierę.